# Asesinato en la catedral (ópera)
Assassinio nella cattedrale (en español, Asesinato en la catedral) es una ópera con música de Ildebrando Pizzetti y libreto propio, inspirada por el drama homónimo para el teatro de Thomas Stearns Eliot. Se estrenó en el Teatro de la Scala de Milán el 1 de marzo de 1958.
En las estadísticas de Operabase Archivado el 14 de mayo de 2017 en Wayback Machine. aparece con sólo 2 representaciones en el período 2005-2010.